# Goniopora pendulus
Goniopora pendulus is een rifkoralensoort uit de familie van de Poritidae. De wetenschappelijke naam van de soort is voor het eerst geldig gepubliceerd in 1985 door Veron.